# Emile Boufflette

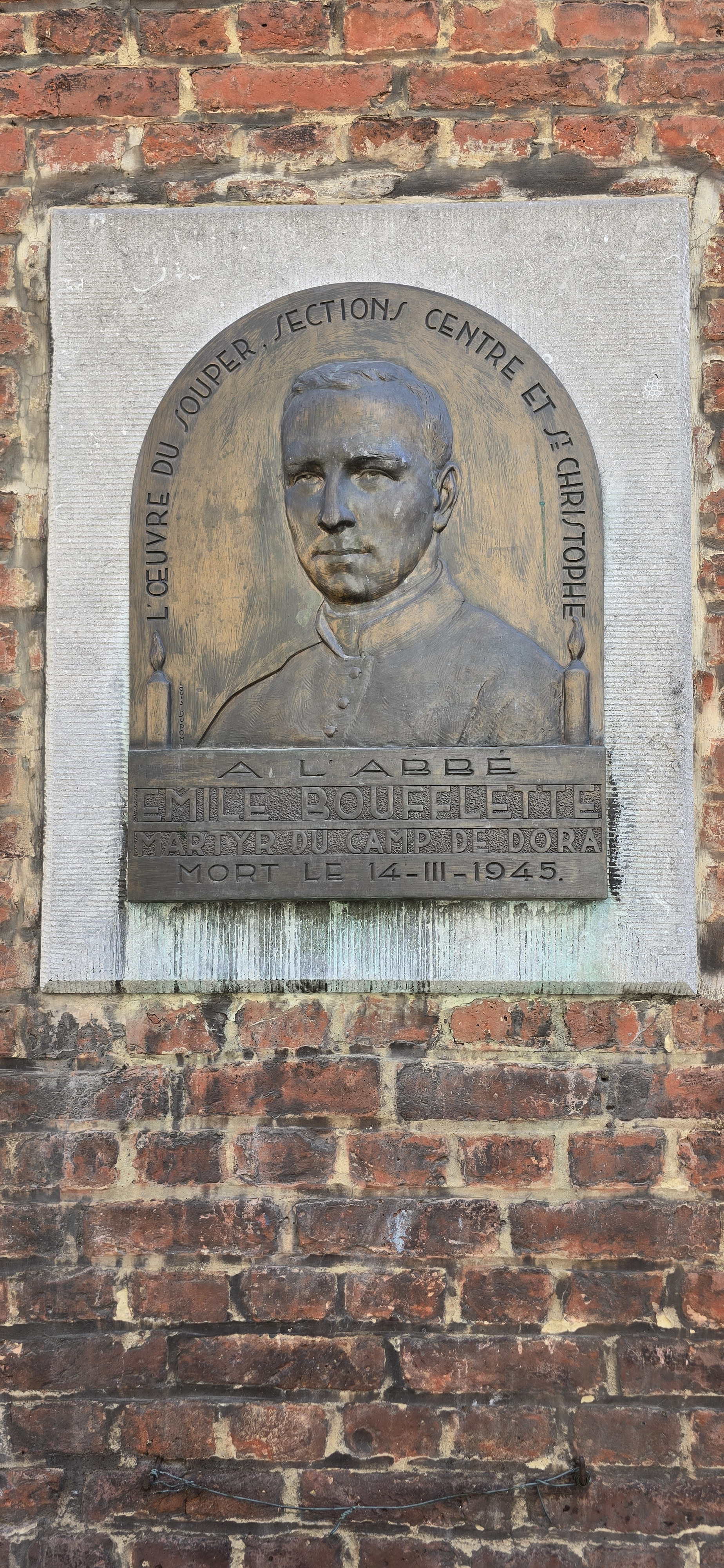
Emile Boufflette

Emile Boufflette (* 27. April 1912 in Huy; † 14. März 1945 im KZ Mittelbau-Dora) war ein belgischer römisch-katholischer Geistlicher und Märtyrer.

## Leben
Emile Boufflette wuchs als Sohn eines Apothekers in Huy (zwischen Lüttich und Namur) auf. Nach seiner Priesterweihe 1937 in Lüttich wurde er Vikar an der Kirche Saint-Christophe in Lüttich, ab 1940 unter Pfarrer Ernest Rixhon. Er war offizielles Mitglied des Widerstands-Geheimdienstes (Agent 0.168 A). Am 4. Dezember 1943 wurde er von der Gestapo festgenommen und kam über Groß-Strehlitz (Sommer 1944) im Oktober 1944 in das KZ Groß-Rosen. Am 8. Februar 1945 wurde er in das KZ Mittelbau-Dora verlegt und starb dort am 14. März 1945 im Alter von 32 Jahren.

## Gedenken
In der Rue Carlier Nr. 5 in Lüttich erinnert eine Gedenktafel an ihn. Seit 1978 ist sein Name in Yad Vashem auf der Liste der Gerechten unter den Völkern aus Belgien eingetragen.